# Peter Hamerlík
Peter Hamerlík (* 2. Januar 1982 in Myjava, Tschechoslowakei) ist ein ehemaliger slowakischer Eishockeytorwart, der mit der Slowakei 2012 Vizeweltmeister wurde.

## Karriere
Peter Hamerlík begann seine Karriere beim HK 36 Skalica, für dessen Juniorenmannschaft er in der U20-Extraliga der Slowakei spielte. Während der Saison 1998/99 debütierte er für das Profiteam des Vereins in der slowakischen Extraliga.
Während des NHL Entry Draft 2000 wurde er in der dritten Runde von den Pittsburgh Penguins ausgewählt und wechselte anschließend in die Ontario Hockey League zu den Kingston Frontenacs, die ihn beim CHL Import Draft 1999 an insgesamt 13. Stelle gezogen hatten. Da ihn die Penguins nicht unter Vertrag nahmen, war er beim NHL Entry Draft 2002 erneut verfügbar und wurde von den Boston Bruins in der fünften Runde ausgewählt. Am Ende der Saison 2002/03 debütierte er für das Farmteam der Bruins, die Providence Bruins, in der American Hockey League. Die Playoffs der gleichen Saison verbrachte er bei den Cincinnati Cyclones in der ECHL.
Während der folgenden Spielzeit wurde er bei diversen Partnerteams der Bruins eingesetzt und spielte bei den Reading Royals, Augusta Lynx und Trenton Titans. Nachdem er die Saison 2004/05 bei den Providence Bruins begonnen hatte, verließ er diese im Laufe der Spielzeit und kehrte in sein Heimatland zurück. Er erhielt einen Vertrag beim HC Dukla Senica und spielte für diesen in der zweitklassigen 1. Liga. Im Sommer 2005 nahm ihn sein Heimatverein aus Skalica unter Vertrag, für den er bis 2007 in der Extraliga spielte.
Vor der Saison 2007/08 wurde er vom Chimik-SKA Nawapolazk aus der belarussischen Extraliga verpflichtet, die er nach einem Jahr verließ und eine Spielzeit bei Kaszink-Torpedo Ust-Kamenogorsk verbrachte.
Ab der Spielzeit 2009/10 stand er beim HC Oceláři Třinec unter Vertrag und gewann mit diesem in der Saison 2010/11 den Präsidenten-Pokal sowie die tschechische Meisterschaft. Ab 2013 wurde er mehrfach bei verschiedenen Klubs der zweitklassigen 1. Liga eingesetzt. Im Dezember 2018 wurde er an den HC Dynamo Pardubice ausgeliehen, ehe er zur Saison 2019/20 zu den Bratislava Capitals wechselte. In dieser Spielzeit erreichte er die beste Fangquote der 1. Liga. Im Januar 2021 ging er zum HK Poprad, wo er am Saisonende seine Karriere beschloss.

### International
Im Nachwuchsbereich spielte Hamerlík für die Slowakei zunächst bei den U18-Weltmeisterschaften 1999, als die Bronzemedaille gewonnen wurde, und 2000. Mit der U20-Auswahl nahm er an der U20-Weltmeisterschaft 2002, als er die drittbeste Fangquote hinter dem Finnen Kari Lehtonen und dem Kanadier Pascal Leclaire erreichte, teil.
Im Herrenbereich stand er bei den Weltmeisterschaften 2010, 2011 und 2012 im slowakischen Aufgebot. Nachdem er 2010 und 2011 nicht zum Einsatz gekommen war, stand er beim Gewinn der Vizeweltmeisterschaft 2012 zweimal im Tor.

## Erfolge und Auszeichnungen
- 2011 Tschechischer Meister mit dem HC Oceláři Třinec
- 2020 Beste Fangquote der 1. Liga

### International
- 1999 Bronzemedaille bei der U18-Weltmeisterschaft
- 2012 Silbermedaille bei der Weltmeisterschaft

## Karrierestatistik

### International
(Legende zur Torhüterstatistik: GP oder Sp = Spiele insgesamt; W oder S = Siege; L oder N = Niederlagen; T oder U oder OT = Unentschieden oder Overtime- bzw. Shootout-Niederlage; Min. = Minuten; SOG oder SaT = Schüsse aufs Tor; GA oder GT = Gegentore; SO = Shutouts; GAA oder GTS = Gegentorschnitt; Sv% oder SVS% = Fangquote; EN = Empty Net Goal; 1 Play-downs/Relegation; Kursiv: Statistik nicht vollständig)